# صامويل آل بالاتش
صامويل آل بالاتش ( بالعبرية : 'שמואל פאלאץ , شمويل پالاتش ) ( ولد 1550 _ وتوفي 4 فبراير 1616 ) كان تاجراً وسفيراً وقرصاناً مغربيا يهوديا من آل بالاتش عقد اتفاقية بين جمهورية هولندا و مملكة المغرب السعدية عام 1608 . من المرجح أنه سلفُ حاييم بالاتشي من إزمير القرن التاسع عشر .

## خلفية
ولد صامويل آل بالاتش في مدينة فاس المغربية ، حيث كان والده حاخاما ذكر في وثيقة من 1588 . انحدر من عائلة عريقة ذات نسب من الأندلس ، حيث كان والده يضطلع بمهام الحاخام في قرطبة .
في حين غير محدد قبل منتصف القرن السادس عشر ، لجأت عائلته إثر سقوط الأندلس إلى المغرب ، حيث استقبلوه بالترحيب طالما قَبِلوا الإسلام ديناً رسمياً في البلاد .

## اسم
اسمه مكتوب " Palache " على شهادة وفاته . كتب اسمه " Palacio " و " Palatio " كذلك, وتظهر وثائق هولندية أخرى  " Palatio" " Palachio "و " Palazzo " وكما انتشرت العائلة من شبه الجزيرة الإيبيرية حول حوض البحر المتوسط فكذلك تنوعت كتابات اسمه ومنها : de Palatio و al-Palas وPallas وPalaggi وBalyash بالإضافة إلى Palacci, Palaty, Palatie, و Paliache هناك أيضا يهود تونسيون ذوي الاسم "Palatgi" و "Paligi." Palacci مدرج في قائمة الأسماء السفاردية الإسبانية بينما: Pallache مدرج في قائمة الأسماء السفاردية البرتغالية .)

## مهنة

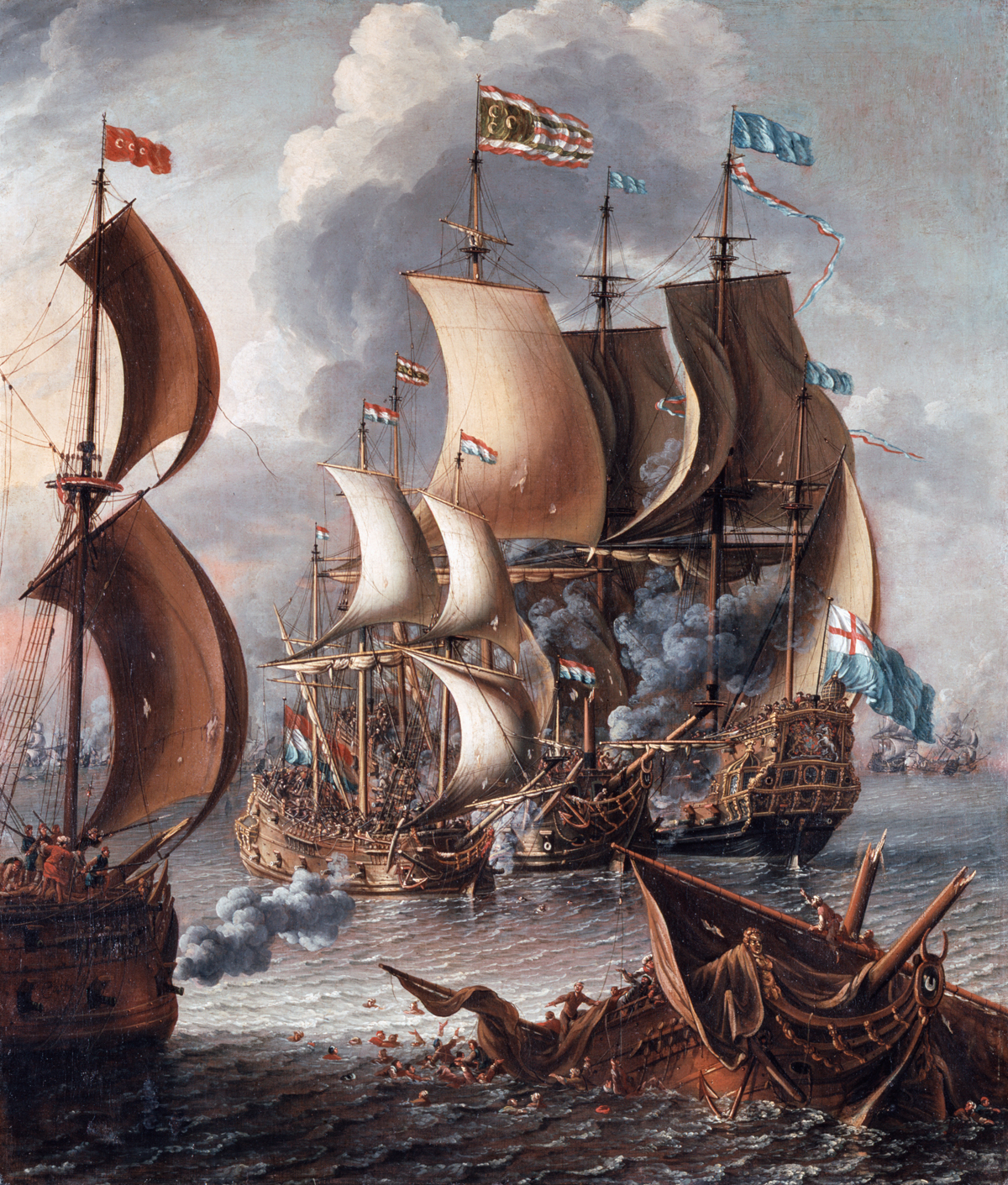
"معركة بحرية مع القراصنة المسلمين" للفنان Laureys a Castro حوالي 1981

وصل آل بالاتش في هولندا بين 1590 و 1597 . في 1591 عرضت ميديلبورخ له رخصة الإقامة ، ولكن القساوسة البروتستانتيين تمردوا على ذلك . 
بعدما زارت بعثة هولندية المغرب لمناقشة تحالف ضد إسبانيا والقراصنة في سلا ، عُيّن السلطان زيدان التاجر صامويل آل بالاتش مبعوثاً له في الحكومة الهولندية في لاهاي . ذهب صامويل في مهمة رسمية « وكيلاً » للسلطان المغربي وليس سفيراً .
وفي يوم 23 يونيو 1608 صامويل آل بالاتش قابل الستاتهاودر
موريس فان ناساو و الولايات العامة في لاهاي لمناقشة تحالفاً بمساعدة متبادلة ضد إسبانيا . يوم 24 ديسمبر 1610 ، عقدت الدولتان اتفاقية الصداقة والتجارة الحرة وهي اتفاقية تضمن حرية التجارة بين الدولتين والسماح للسلطان بشراء سفن وأسلحة وذخائر من الهولنديين .  وتعد هذه الاتفاقية واحدة من أوائل الاتفاقيات بين دولة أوروبية ودولة غير مسيحية ، بعد الاتفاقيات التي تم توقيعها في القرن السادس عشر بين الإمبراطوريتي الفرنسية والعثمانية . 
تقول الأسطورة إن عربة صامويل آل بالاتش يوماً واجهت عربة السفير الإسباني في لاهاي ، وعجزت كل من العربتين عن المرور بنظيرتها ، فإضطر الإسباني إلى الرجوع ليسمح للمغربي أندلسي الأصل بالمرور ، والمتفرجون يهتفون ويشجعون . 
إضافة إلى واجبه السياسي ، فواصل صامويل آل بالاتش نشاطه كتاجر ولم يتوقف عن التجارة بين هولندا والمغرب .  وحصل على إذن الأمير موريس ليواصل نشاط القرصنة التفويضية ، وباع البضائع التي حظي بها من خلاله على طول الساحل المغربي .

## موت

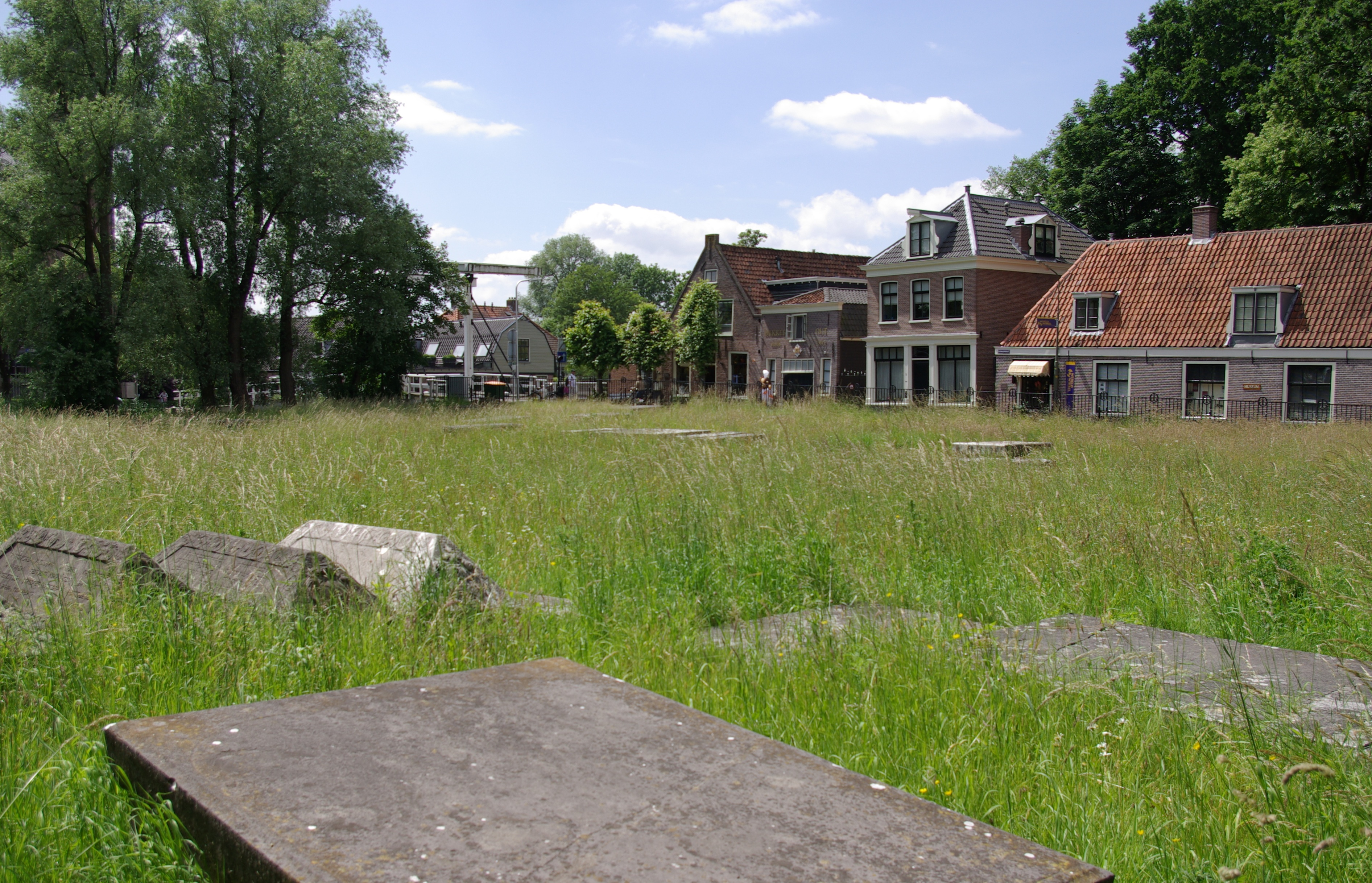
بيت حاييم أو أوديركيرك آن دي أمستل

عام 1614 ، وهو كان قد أسر سفينة برتغالية ، آل بالاتش لم يستطيع إحضار بضائعها إلى الشاطئ المغربي ، فأبحر نحو هولندا ، إلا أن عاصفة شديدة أجبرته على الاحتماء في ميناء إنجليزي ، حيث اعتقل وسجن بناءٍ على طلب من السفير الإسباني . في النهاية . الأمير موريس جاء لينقذه وساعده بالعودة إلى هولندا ، إلا أنه بذلك الوقت قد فقد كل أمواله وأصيب بمرض بعد ذلك بوقت قصير .
مات يوم 4 فبراير 1616 في لاهاي ودفن بمقبرة بيت حاييم وهي مقبرة « للمجتمع البرتغالي اليهودي » قريبة من أمستردام ، ومكتوب على لوحة قبره: " Morokkaans Gezant " أي مبعوث مغربي
ويذكر أنه ولد بمدينة فاس المغربية ودفن 16 شابات 5378 حسب التقويم العبري (4 فبراير 1616 ) ويذكر أولاده الثلاثة : إسحاق وموسى وداوود .

## إرث

### شريك في تأسيس المجتمع السفاردي بأمستردام
الكتاب  « مذكرات من أساس وتطور اليهود البرتغاليين والإسبانيين في مدينة أمستردام المشهورة »   Memorias do Estabelecimento e Progresso dos Judeos Portuguezes e Espanhoes nesta Famosa Cidade de Amsterdam  من 1769 للكاتب دافيد فرانكو ماندش يذكر اسمه صامويل آل بالاتش بين مؤسسي المجتمع السفاردي في أمستردام والشركاء في أول منيان فيها . 